# Кариола, Кароль
Кароль Аида Кариола Олива (исп. Karol Aída Cariola Oliva; род. 1 апреля 1987 года) — чилийская общественная и политическая деятельница, акушерка. Член Коммунистической партии Чили (КПЧ). Председатель Палаты депутатов и депутаток Республики Чили с 16 апреля 2024 года, первый коммунист на этом посту.
Получила широкую известность как активистка студенческого движения (наряду со своей подругой по комсомолу Камилой Вальехо). Накануне массовых студенческих протестов 2011—2012 годов, в которых играла важную роль, была президентом Студенческой федерации Университета Консепсьона. В 2011—2021 годах была Генеральным секретарём Коммунистической молодёжи Чили (молодёжного крыла КПЧ), став второй женщиной на этом посту после Гладис Марин (1941—2005).
Кариола стала ведущим кандидатом в депутаты Национального конгресса на праймериз коалиции «Новое большинство» в 19-м избирательном округе Сантьяго (Реколета и Индепенденсия) 4 августа 2013 года. На последовавших всеобщих выборах 17 ноября 2013 года она одержала победу в этом избирательном округе с 38,47 % голосов. Вступила в полномчия 11 марта 2014 года. 
На парламентских выборах 2017 года и 2021 года была переизбрана (во втором случае — с наибольшим числом голосов по стране, 78,7 тысяч голосов). В 2022 году баллотировалась на пост спикера Палаты депутатов и депутаток (нижней палаты Национального конгресса) при поддержке Социалистической партии и «Социальной конвергенции», но была вынуждена снять свою кандидатуру из-за противодействия Христианско-демократической партии. 16 апреля 2024 года была вновь выдвинута КПЧ и партиями, поддерживающими правительство Габриэля Борича, на пост председателя и одержала победу, получив 76 голосов депутатов.

## Студенческое движение за доступное образование
Кариола проявила себя во время борьбы студентов своего вуза в 2008 году, когда за столом переговоров добилась некоторых уступок администрации. Была вице-президентом Студенческой федерации Университета Консепсьона (FEC) с ноября 2008 года и возглавляла её в период с апреля 2009 года по февраль 2011 года. В 2009 году, будучи одной из официальных представителей Национальной конфедерации студентов Чили (CONFECH), выступила одной из организаторов Национального трёхстороннего конгресса по вопросам образования, в котором приняли участие работники, учёные и студенты — в общей сложности, более 20 000 человек. В рамках этого конгресса были разработаны требования и предложения по улучшению образования, взятые на вооружение студенческим движением.

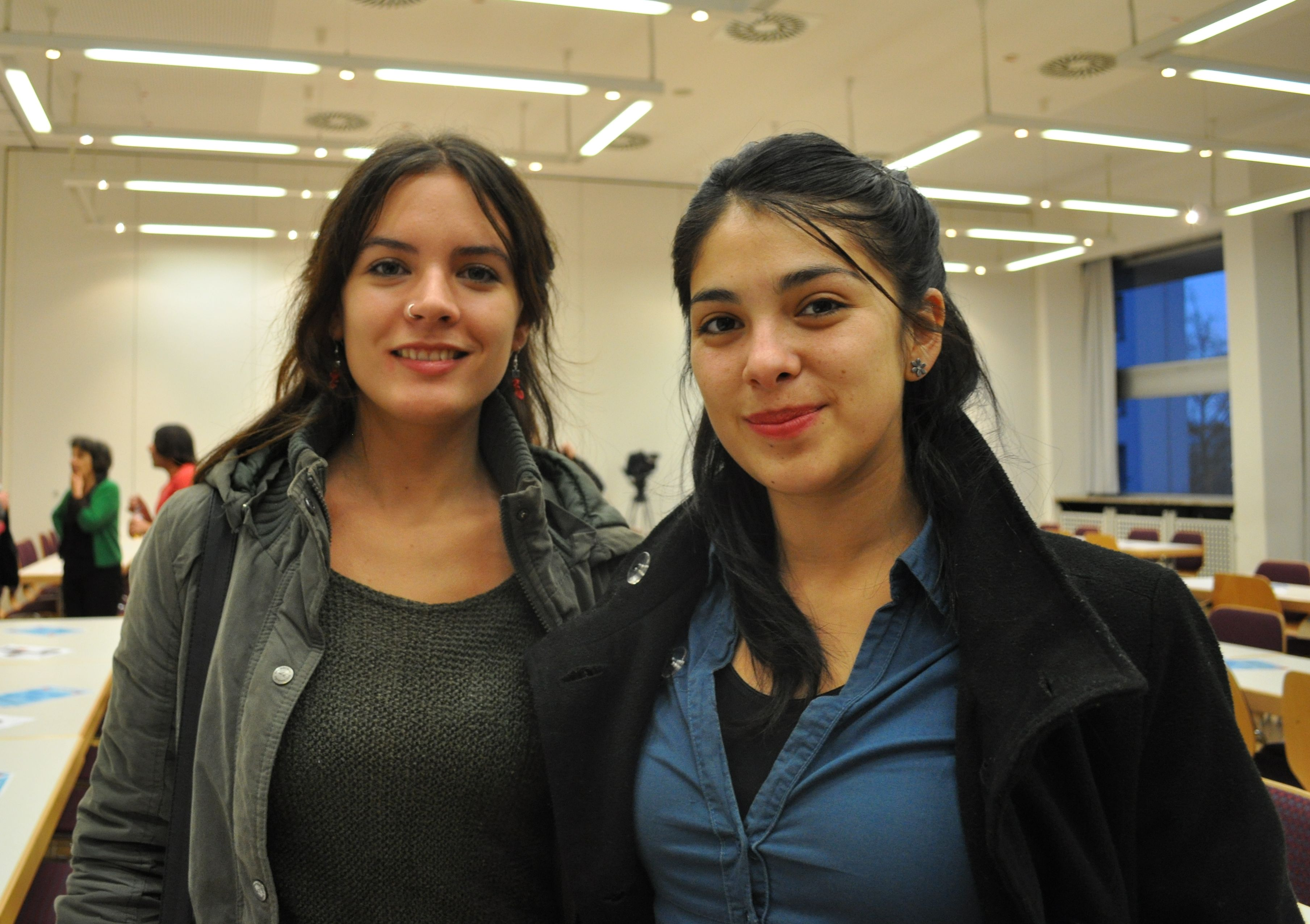
Камила Вальехо и Кароль Кариола, Франкфурт, 2012 год

После землетрясения и цунами 27 февраля 2010 года она вместе со своим товарищем по комсомолу, президентом Студенческой федерации университетов Чили (FECh) Хулио Сармьенто, выступила с одной из волонтёрских инициатив по поиску и помощи пострадавшим — национальной координации добровольцев с использованием штаб-квартиры FECh в качестве операционного центра.
Кариола была избрана генеральным секретарём чилийского комсомола на фоне одной из самых значительных социальных мобилизаций в современной истории Чили — выступлений студентов и молодёжи, переросших в массовые протесты, называемые в СМИ «чилийской зимой». Эта мобилизация привела к тому, что студенты и ученики по всему Чили отказались возвращаться в свои учебные заведения с апреля 2011 года до конца учебного года в знак протеста против действий властей и с требованием положить конец приватизации образования. Кариола заявила, что студенческая мобилизация, протесты и забастовки носили политический характер, и дезавуировала заявление представителя чилийского правительства Андреса Чедвика о том, Конфедерация студенческих профсоюзов Чили была взята под контроль «экстремистскими элементами». Кариола наряду с другими студенческими лидерами — Камилой Вальехо (занявшей должность президента Студенческой федерации университетов Чили) и Камило Баллестеросом — получили широкую известность как новые лица компартии.
В качестве генерального секретаря Коммунистической молодёжи Чили она совершила ряд визитов за границу. В январе и феврале 2012 года Кариола сопровождала Камилу Вальехо и лидера конфедерации профсоюзов CUT Хорхе Муруа в составе делегации чилийских молодёжных коммунистических активистов, которые посетили несколько городов Европы. Делегация прибыла в Старый свет по приглашению Объединения немецких профсоюзов и Фонда Розы Люксембург. Делегация во главе с Камилой Вальехо встретилась в Женеве с Верховным комиссаром ООН по правам человека Нави Пиллэй, чтобы привлечь внимание к чилийскому законопроекту, угрожавшему криминализацией социального протеста и нарушением права на собрания в Чили. В апреле того же года Кариола и Вальехо возглавили делегацию коммунистической молодёжи Чили, посетившую Кубу с пятидневным визитом по случаю празднований 50-летия кубинского комсомола. На острове их принял, в частности, Фидель Кастро.

## Выборы и парламентская деятельность

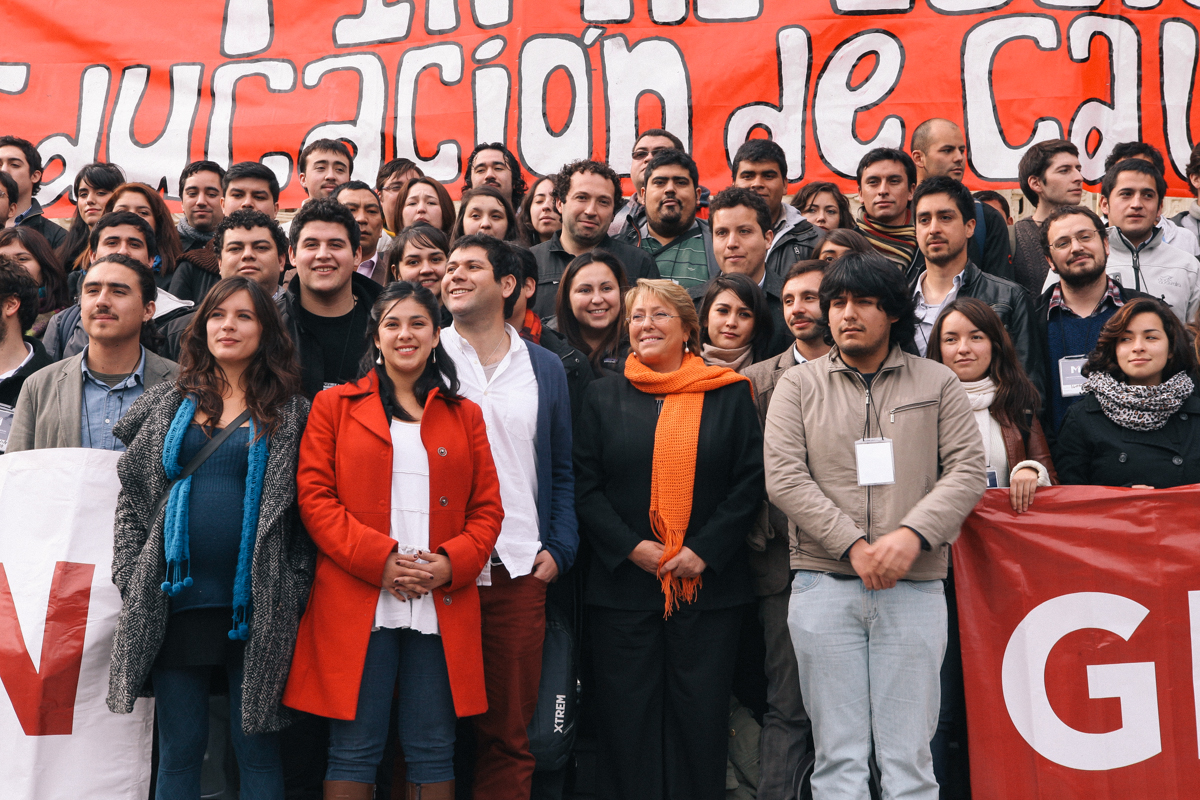
Налево от Мишель Бачелет в первых рядах студенческих активистов стоят Камило Баллестерос, Кароль Кариола и Камила Вальехо, 2013 год

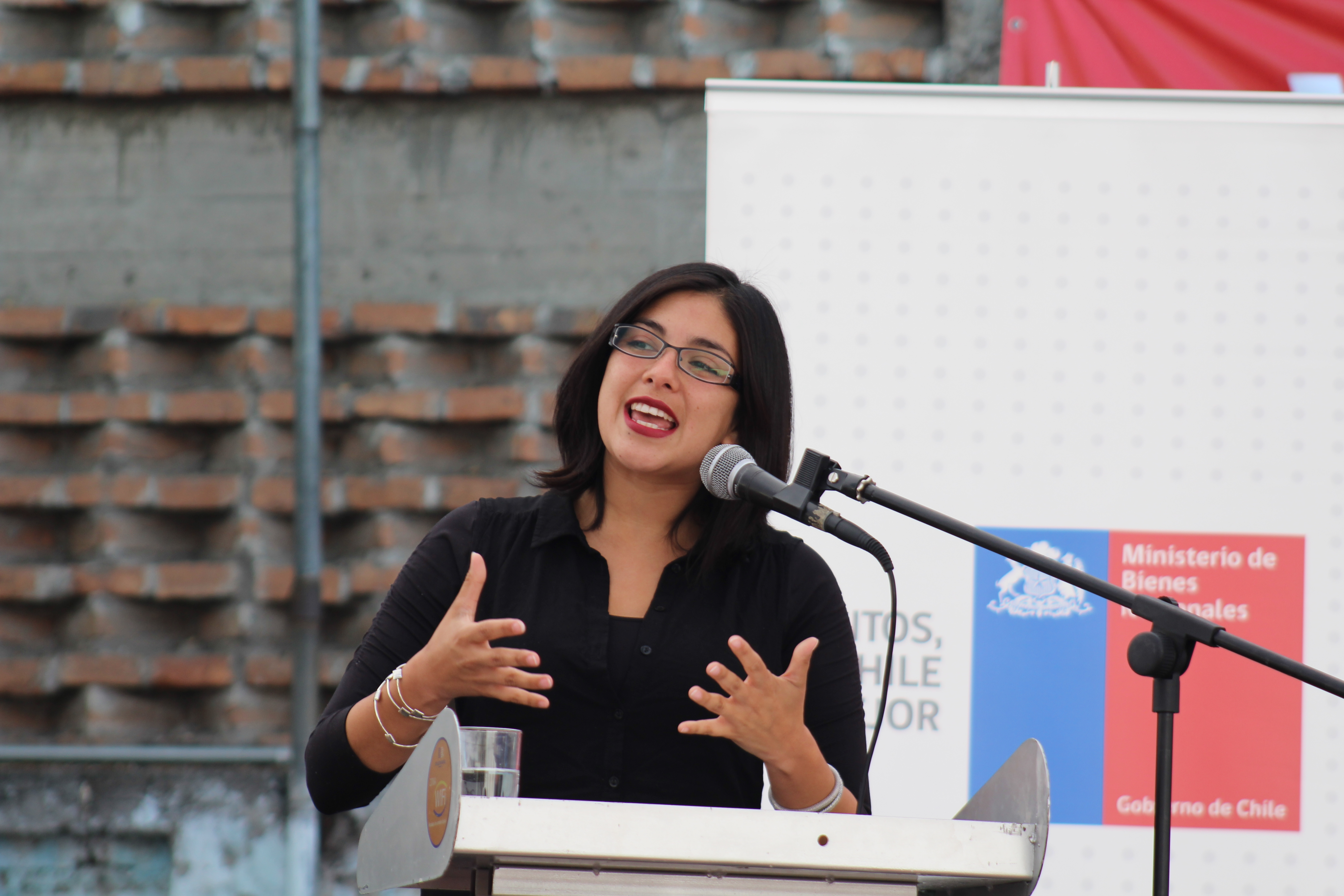
Кароль Кариола выступает на открытии школы в Реколете, 2015 год

Идя на выборы в составе коалиции левоцентристских и левых сил «Новое большинство», Кариола подчёркивала, что «Чили и её народ должны составить новую конституцию», поэтому она намерена бороться за Учредительное собрание, чтобы сменить существующую конституцию, введённую ещё диктаторским режимом Пиночета 11 сентября 1980 года (вследствие чего многие чилийцы, включая Кариолу и возглавлявшую её коалицию Мишель Бачелет, считают её антидемократической и нелегитимной). Кариола также обещала использовать депутатский мандат для принятия справедливого трудового кодекса, защищающего всех работников и их право на объединение в профсоюзы.
На первичных выборах коалиции «Новое большинство» 4 августа 2013 года, призванных определить по два кандидата от неё по конкретным округам, Кариола в 19-м избирательном округе с большим отрывом получила большинство (52,1 %) голосов. Кариола, как и семь других кандидатов от «Нового большинства», также получили внешнюю поддержку «Демократической революции» — конкурирующего левого движения во главе с ещё одним студенческим лидером Хиорхио Джексоном.
На всеобщих выборах 18 ноября 2013 года Кариола была избрана в Палату депутатов Чили, набрав 38,5 % против 24,8 % у ближайшей преследовательницы. На парламентских выборах в Чили 19 ноября 2017 года она была переизбрана, став первой по количеству голосов (почти 15 %) среди семи кандидатов, избранных от укрупнённого 9-го округа Сантьяго; отданных за неё голосов оказалось достаточно, чтобы дополнительно провести ещё одного коммунистического кандидата.
В парламенте Кароль Кариола и Камила Вальехо поддерживают права женщин, легализацию марихуаны и однополые браки, а также — в противовес «трудовой реформе» президента Пиньеры — выступили с инициативой законопроекта о сокращении рабочей недели с 45 до 40 часов, что, по опросам, поддерживают 74 % чилийцев.